# Earth Orbit Rendezvous

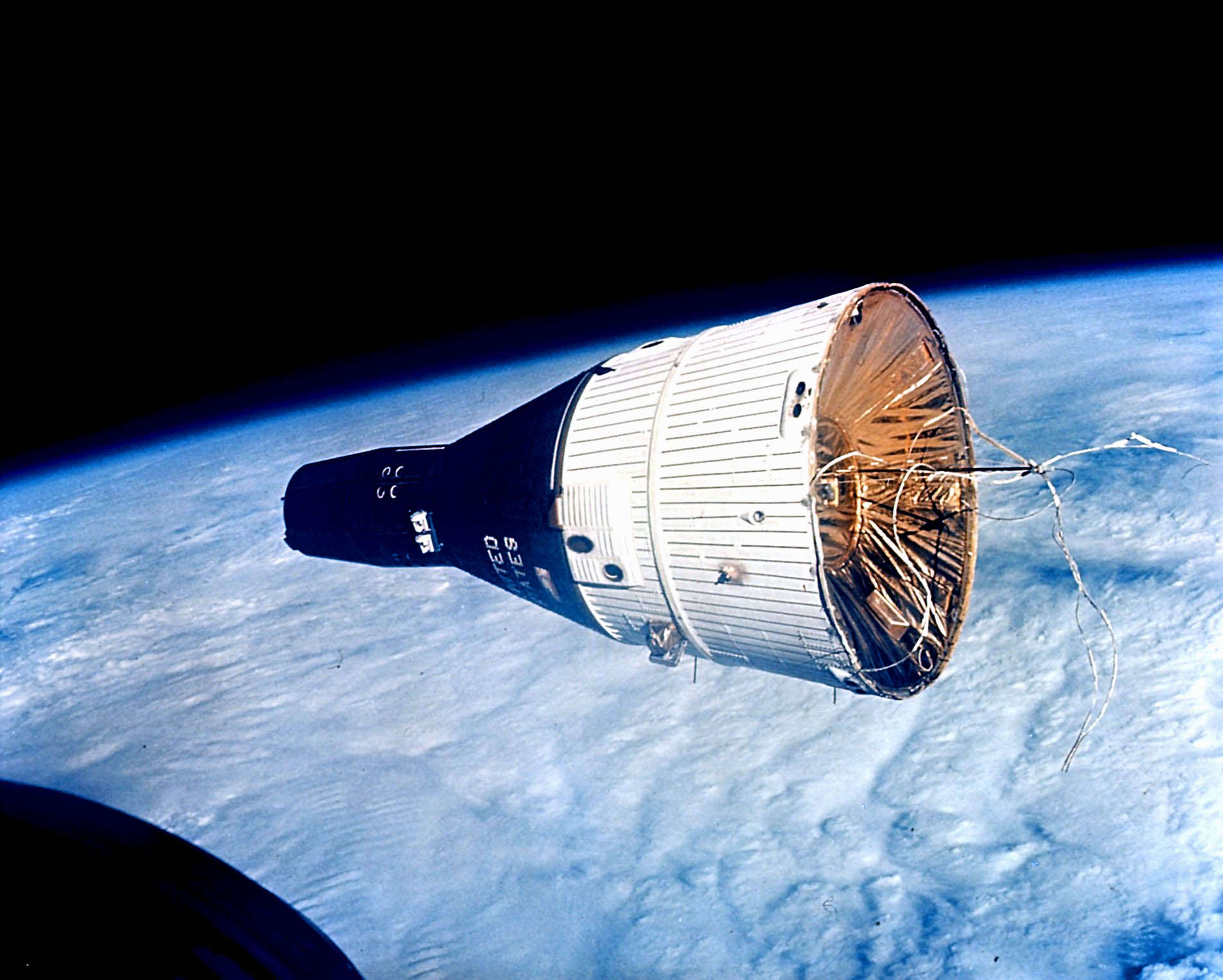
Gemini 7 com es veu des de la Gemini 6 durant la seva trobada en òrbita terrestre el 1965. (NASA)

Earth Orbit Rendezvous (EOR) (en català es podria traduir com a trobada de l'òrbita terrestre), és una possible metodologia per a la realització de vols d'anada i tornada d'humans cap a la Lluna, que impliquen la trobada orbital, i possiblement de combustible, els components d'un vehicle translunar en l'òrbita baixa terrestre.
Es va considerar i finalment rebutjada en favor de la Lunar Orbit Rendezvous (LOR) per al Programa Apollo de la NASA, de les dècades de 1960 i 1970. Tres dècades més tard, estava previst per ser utilitzat per al Projecte Constellation, fins a la cancel·lació definitiva d'aquest programa a l'octubre de 2010 pel president dels Estats Units Barack Obama.

## Gemini and Agena target vehicle
L'Agena target vehicle es va utilitzar per provar la Trobada de l'Òrbita Terrestre (Earth Orbit Rendezvous) en el Programa Gemini de la NASA. Les Gemini 6 i Gemini 7 es van trobar en òrbita el 1965, però sense l'Agena. A continuació, la Gemini 8 va ser acoblada amb èxit el 16 de març de 1966 amb l'Agena.

## Apollo
La proposta EOR per a l'Apollo va consistir a utilitzar una sèrie de petits coets de la meitat de la mida d'una Saturn V per posar diferents components d'una nau espacial per anar a la Lluna en òrbita al voltant de la Terra, i després acoblar en òrbita. Els experiments del Projecte Gemini van implicar l'acoblament amb l'Agena target vehicle que va ser dissenyada en part per provar la viabilitat d'aquest programa.
Al final, la NASA va utilitzar la Lunar Orbit Rendezvous per al Programa Apollo: a Saturn V s'elevaria simultàniament tant el Mòdul de comandament Apollo i els mòduls lunars en l'òrbita baixa de la Terra, i després en la tercera etapa de la Saturn V s'elevaria de nou la (Injecció translunar) per enviar les dues naus espacials cap a la Lluna.